# ÖBB 1044 sorozat

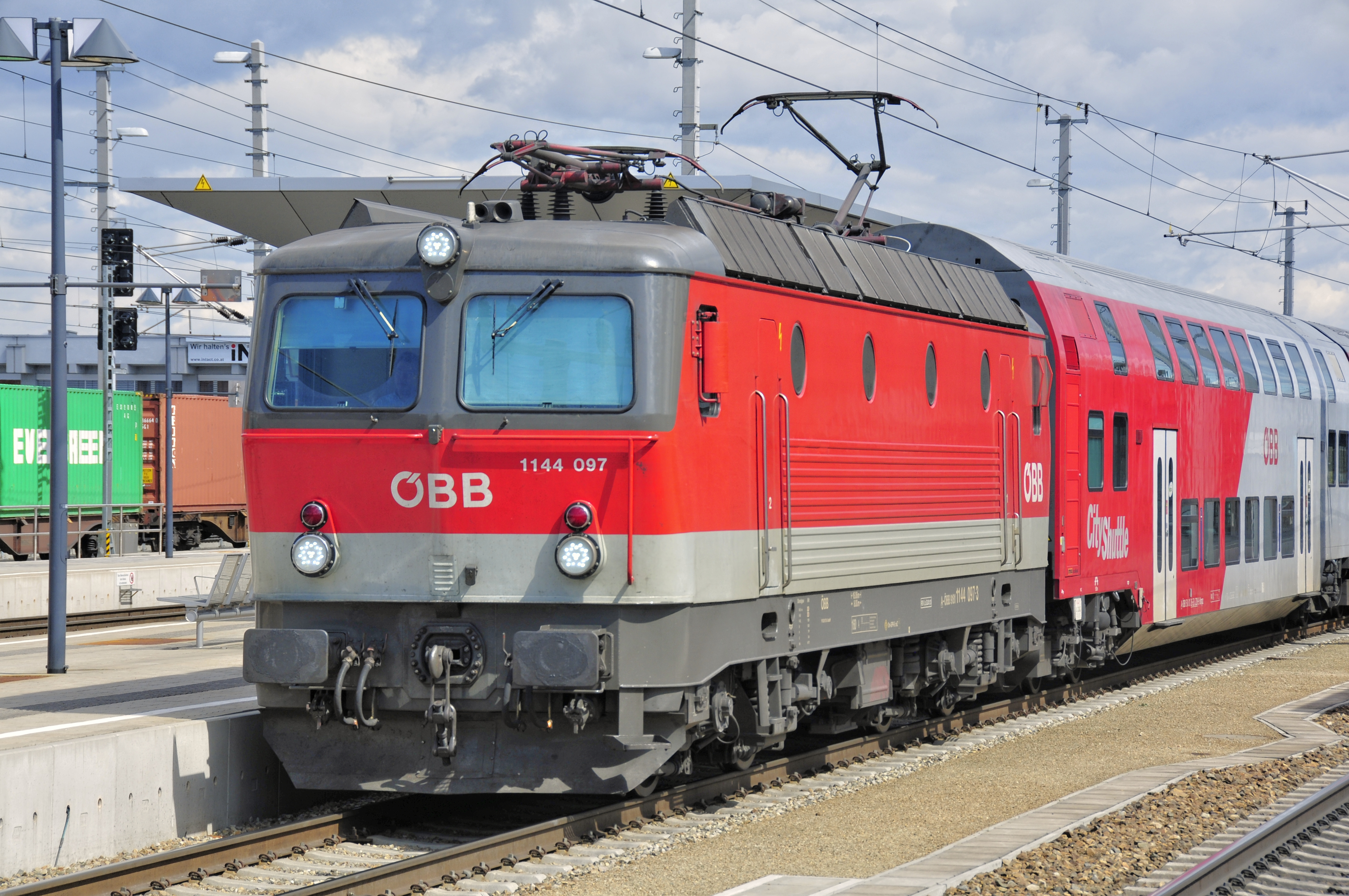

Az ÖBB 1044 és az ÖBB 1144 az Osztrák Szövetségi Vasutak nagy teljesítményű, Bo'Bo' tengelyelrendezésű univerzális villamosmozdonyai. Beszerzésekor a világ legerősebb négytengelyes mozdonysorozata volt, és a Tauruszok beszerzéséig az ÖBB legnagyobb büszkesége volt.

## Története
Az 1044-es sorozatot az ÖBB 1043 tirisztoros mozdonysorozat ihlette, a 2 prototípus mozdony eltérő műszaki megoldással épült, majd 1976-tól a szériamozdonyok (1044 003-tól) az 1044 002 alapján épültek. 1978-ban abroncstörések sújtották a sorozatot.  1979-1980 és 1980-1981 telén a beszívott porhó okozott gondokat, mely miatt módosítani kellett a mozdonyok szellőzési rendszerét. 1987-ig 126 darab mozdony épült és állt üzembe. 1989 és 1995 között további 91 mozdony épült (1044 200-290), megváltoztatott forgóvázakkal, módosított hajtásáttétellel.
2002 óta az 1044.2 sorozatot felszerelték ingavonati- és többesvezérléssel, ezek a mozdonyok 1144 sorozatnak lettek átszámozva.
2006 augusztusban 119 darab 1044.0 és 1044.1, 91 darab 1144 mozdony volt az ÖBB állagában. Az utolsó 1044-es 2012 végén került át az 1144-es sorozatba.
Az 1044 001 prototípus mozdony 1987-ben 200 km/h sebességűre lett átalakítva, emiatt 1044 501 számot  és eltérő festést kapott. Kísérleti és mérőmenetekhez használták, majd 2001-ben leselejtezték, de megőrzésre kerül.

## Alkalmazása
A mozdonyok egész Ausztriában, valamint Dél-Németországban dolgoznak. Esetlegesen azonban eljutnak az észak-német kikötőkig is, Bremerhaven-ig.  Az 1144 sorozatú mozdonyok valamennyi osztrák nagyváros környékén megtalálhatók, ingavonataikkal. A Siemens Taurusok előtt a Bécs-Salzburg vonalon is 1044-esek vontatták a vonatokat.